# 埃丝特·夏姆富科
埃丝特·夏姆富科（英語：Esther Siamfuko；2004年8月8日—），赞比亚女子足球运动员，司职后卫，目前效力于赞比亚国家女子足球队。她曾代表赞比亚参加2020年和2024年夏季奥林匹克运动会女子足球比赛。